# NGC 708
NGC 708 је елиптична галаксија у сазвежђу Андромеда која се налази на NGC листи објеката дубоког неба.
Деклинација објекта је + 36° 9' 8" а ректасцензија 1h 52m 46,4s. Привидна величина (магнитуда) објекта NGC 708 износи 11,9 а фотографска магнитуда 12,9. Налази се на удаљености од 59,932 милиона парсека од Сунца. NGC 708 је још познат и под ознакама UGC 1348, MCG 6-5-31, CGCG 522-39, PGC 6962.